# 月照寺 (明石市)
月照寺（げっしょうじ）は、兵庫県明石市人丸町にある曹洞宗の寺院。山号は人丸山。本尊は十一面観音。

## 歴史
この寺は、811年（弘仁2年）空海がかつて明石城のあった赤松山に創建した湖南山餘鵜楊柳寺にはじまると伝えられる。887年（仁和3年）覚証が鎮守社として人丸社（現在の柿本神社）を建て、寺号も月照寺と改めたという。
当初は真言宗の寺院であったが、1575年（天正3年）曹洞宗の僧安室が入寺して曹洞宗に改められた。
江戸時代に入り1617年（元和3年）小笠原忠真が信濃国松本から播磨国明石に転封となって明石城が築城されることとなり、1619年（元和5年）現在の場所へ移された。1744年（延享元年）山号が現在の人丸山に改められた。

## 月照寺と明石藩の歴史
平安時代初期、弘仁2年（811年）に空海が現在の明石城本丸付近に当たる場所に楊柳寺と建てた事に始まる。楊柳寺は後に月照寺となる。仁和の頃（885年～889年）、住職の覚証が夢のお告げに従って柿本人麻呂を祀り、人丸社ができる。現在でも明石公園城跡に建つ西の隅櫓の前に円形の人丸塚が残っている。こうした神社と共存する月照寺のような寺院を宮寺または別当寺・神宮寺などと呼んだ。本来、神は仏が姿を変えて日本に来たという本地垂迹説があり、神と仏は一体であるという神仏習合の思想によるもので、神社の運営も神官と僧侶が共同で当たっていた。過去、月照寺に隣接している柿本神社と月照寺は一体であったが、明治維新後、明治政府は神社と寺院を分離する神仏分離令を出した。以後、月照寺と柿本神社は別の宗教法人となる。
江戸時代初期、元和5年（1619年）、明石公園本丸跡にあった人丸社は現在の月照寺と柿本神社のある人丸町の地に移転。これは明石城を西国の大名への抑えとする本格的な城郭にしようという幕府の方針に基づくものだった。
戦国時代、明石地方は三木に本城を構える別所氏の支配地であった。別所氏が織田信長の家臣・羽柴秀吉に滅ぼされ、信長死後は秀吉の直轄地となった。慶長5年（1600年）、関ヶ原の戦いで勝利を収めた徳川家康は大名の配置転換を推し進め、その一つとして三河国吉田（豊橋）から池田輝政が播磨国に移封された。大坂夏の陣で豊臣氏滅亡後、元和3年（1617年）二代将軍徳川秀忠は信濃国松本から小笠原忠真（移封当忠政）を明石に移封した。忠真ははじめ舟上城（明石市船上町）を居城としたが、江戸幕府の命により西国街道と明石海峡を眼下に収める人丸山に新城を築くこととなったため、月照寺と人丸社は現在地に移転させられた。
移転にあたって、人丸社別当坊月照寺に対し藩主小笠原忠真の意向を伝達する執達状が出された。この執達状は以後、月照寺に伝来され、現在では明石市立文化博物館に貸し出され、常設コーナーに展示されている。

## 文化財

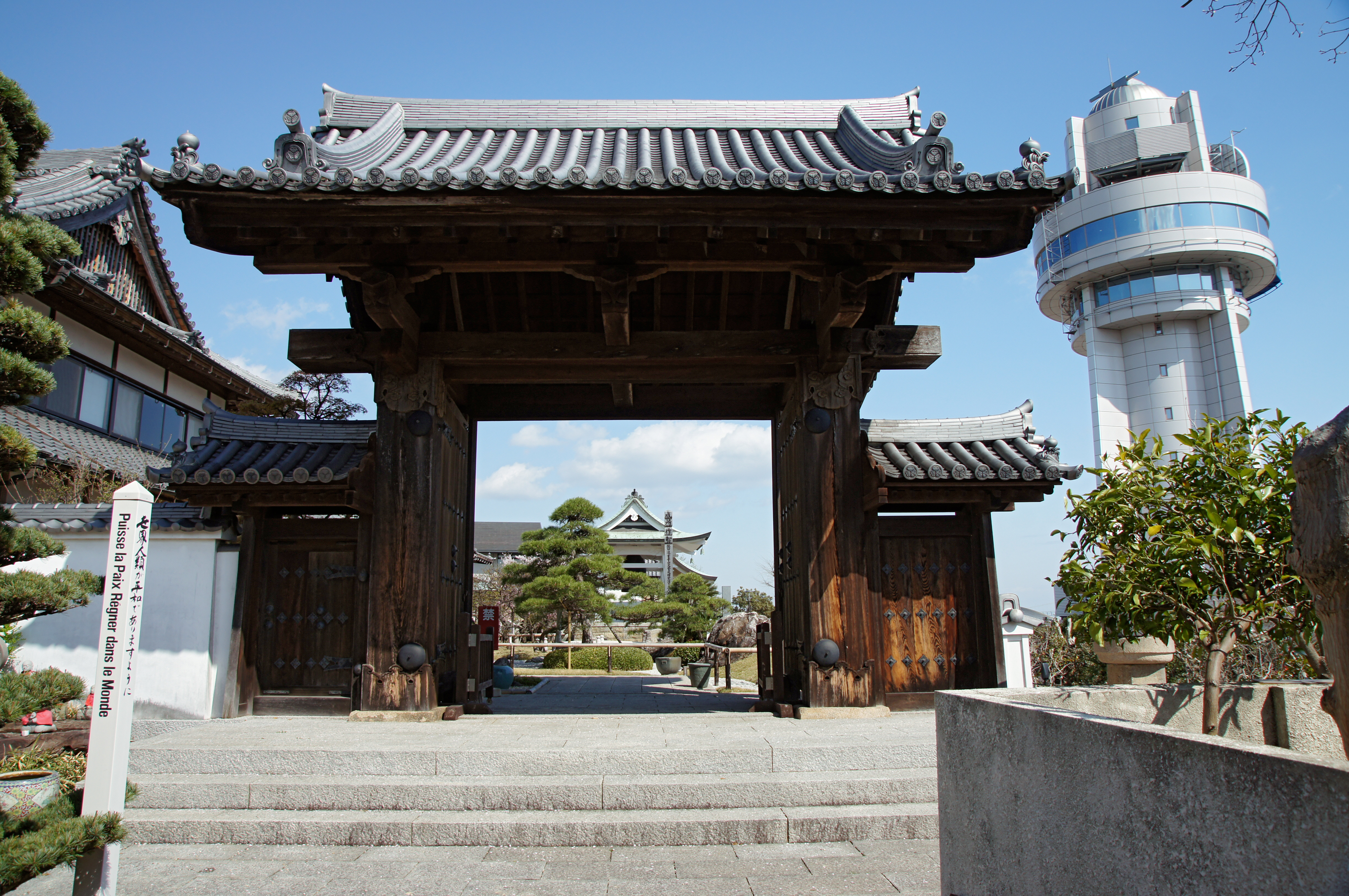
山門

### 重要文化財
- 種別：書跡・典籍[1]
  - 名称：桜町天皇宸翰及び一座短籍（50葉）1帖
  - 指定日：1901年（明治34年）8月2日

### 明石市指定文化財
- 種別：建造物[2]
  - 名称：月照寺山門 - 旧伏見城藥医門。1610年明石城に移築（切手門）、1873年現地に再移築[3]
  - 指定日：1970年（昭和45年）5月21日
- 種別：書跡[2]
  - 名称： 三十六歌仙絵及び和歌式紙
  - 指定日：1970年（昭和45年）5月21日
- 種別：書跡[2]
  - 名称： 柿本人麿神位・神号に関する文芸資料 等及明石藩関連資料
  - 指定日：2010年（平成22年）3月11日

## 所在地
- 兵庫県明石市人丸町1-29

## 付近施設
- 柿本神社
- 明石市立天文科学館
- 松寿院（明石藩主の菩提寺）